# Scottish Fantasy
Scottish Fantasy cung Mi giáng trưởng, Op. 46 là tác phẩm của nhà soạn nhạc người Đức Max Bruch. Tác phẩm được hoàn thành vào năm 1880, được viết để dành cho Pablo de Sarasate. Đây là một bản fantasia dựa trên âm nhạc dân gian của Scotland. Tác phẩm gồm có 4 chương. Chương một được viết dựa trên tiết tấu của Auld Rob Morris hoặc Through the Wood Laddie. Những tiết tấu này cũng xuất hiện trong phần cuối của chương hai và chương 4. Chương hai lại được viết dựa trên The Dusty Miller. Chương ba là I'm A' Doun for Lack O' Johnnie. Chương bốn gồm sự sắp đặt linh hoạt của Hey Tuttie Tatie, giai điệu của bản quốc ca yêu nước Scots Wha Hae (với lời của Robert Burns).